# 布魯克林 (密蘇里州)
布魯克林（英語：Brooklyn）是位於美國密蘇里州哈里森縣的非建制地區。

## 歷史
布魯克林的郵局於1868年設立，其後於1908年停運。

## 地理
布魯克林所處的海拔為高於海平面290米（即951英呎），而該地所採用的時區為UTC-6，即北美中部時區（CST）。同時該地設有夏令時間，為UTC-6調快一小時，即UTC-5（CDT）。